# Capiert
Capiert ist eine Lernsoftware, die Behinderten auf optische Weise Wissen rund um den Alltag am Arbeits- und Lebensplatz vermitteln soll.
Capiert ist ein Bildungsbeitrag für die Qualifizierung aller Aus- und Weiterzubildenden. 
Entwickelt wurde die Software im Auftrag der Beschützenden Werkstätte für geistig und körperlich Behinderte Heilbronn e.V.
Die Multimedia-Agentur Litschi übernahm die Umsetzung.
Ursprünglich wurde die Software für den Personenkreis der erwachsenen Behinderten entwickelt. Durch die einfache Bedienung hat jeder Nutzer die Möglichkeit, das Programme auch an die Bedürfnisse von Kindergärten, Schulen oder anderen Bildungseinrichtungen anzupassen.

## Inhalt
Capiert stellt reale Situationen anhand von Bildern und Abläufen mit Hilfe von vier unterschiedlichen Lernmodulen dar:
- Bildfehler: Mit Situationsbildern wird die Fehlerwahrnehmung geschult. Der Nutzer soll die Fehler in Bildern erkennen. Beim Klick auf einen Fehler erscheint das Fehlerdetail vergrößert und mit einer audiovisuellen detaillierten Erklärung.
- Bilder verbinden: In drei Schwierigkeitsgraden, die sich am Ausbildungsstand des Nutzers orientieren, müssen Bilder und Texte richtig verbunden werden.
- Bilderreihenfolge: Bei diesem Modul sollen zwischen vier und zwölf Bilder, z. B. von einem Arbeitsablauf, in die richtige Reihenfolge gebracht werden. Es gibt drei Schwierigkeitsgrade – abhängig von der Anzahl der zuzuordnenden Bilder.
- Kategorien bilden: Bilder die nicht zu einem Thema gehören müssen erkannt und benannt werden. Auch hier hängt der einstellbare Schwierigkeitsgrad von der Zahl der zuzuordnenden Bilder ab.
- Gruppen bilden: Zusammengehörige Bilder sollen markiert werden.

## Preise
Capiert hat auf der Werkstätten-Messe 2006 der Bundesarbeitsgemeinschaft Werkstätten für behinderte Menschen einen Innovationspreis erhalten. Die Jury begründete dies mit dem innovativen Ansatz der Software, der Einfachheit in der Anwendung, der Übertragbarkeit auf alle Bildungseinrichtungen und der Einzigartigkeit dieser multimedialen Lernsoftware.